# (26908) Lebesgue
(26908) Lebesgue  es un asteroide perteneciente al cinturón de asteroides, descubierto el 11 de abril de 1996 por Paul G. Comba desde el Observatorio de Prescott, en Estados Unidos.

## Designación y nombre
Lebesgue se designó inicialmente como 1996 GK.
Más adelante fue nombrado en honor al matemático francés  Henri Léon Lebesgue (1875-1941).

## Características orbitales
Lebesgue orbita a una distancia media del Sol de 2,5103 ua, pudiendo acercarse hasta 2,3310 ua y alejarse hasta 2,6897 ua. Tiene una excentricidad de 0,0714 y una inclinación orbital de 1,7296° grados. Emplea en completar una órbita alrededor del Sol 1452 días.

## Características físicas
Su magnitud absoluta es 16,1.